# Centromerita
Centromerita is een geslacht van spinnen uit de familie hangmatspinnen (Linyphiidae).

## Soorten
De volgende soorten zijn bij het geslacht ingedeeld:
- Centromerita bicolor (Blackwall, 1833)
- Centromerita concinna (Thorell, 1875)